# Aston Villa Football Club 1895-1896
Questa voce raccoglie le informazioni riguardanti il Aston Villa Football Club nelle competizioni ufficiali della stagione 1895-1896.

## Stagione
Nonostante l'acquisto di Jimmy Crabtree, difensore di caratura internazionale, pagato 200 £., la stagione non iniziò nel migliore dei modi per i Villans. Il Derby County, grazie ad una serie di dieci vittorie interne, si issò primo in classifica fino a dicembre, con l'Aston terzo. Sei vittorie consecutive della squadra di Birmingham permise il sorpasso in classifica nei confronti dei Rams, mantenendolo fino al termine del campionato, conquistando matematicamente il torneo il 4 aprile.
Nella stagione 1984-85, l'Aston villa vinse l'FA Cup. Durante la sua esposizione in una vetrina di Birmingham, nella notte tra l'11 e il 12 settembre, il trofeo fu rubato e mai più ritrovato. Ad'oggi il mistero è ancora irrisolto.

## Rosa
Fonte:
| N. |                        | Ruolo | Calciatore         |
| -- | ---------------------- | ----- | ------------------ |
|    | Inghilterra (bandiera) | P     | Harry Wilkes       |
|    | Inghilterra (bandiera) | P     | Edward Harris      |
|    | Scozia (bandiera)      | D     | James Cowan        |
|    | Inghilterra (bandiera) | D     | Jimmy Crabtree     |
|    | Inghilterra (bandiera) | D     | Jim Elliott        |
|    | Inghilterra (bandiera) | D     | Howard Spencer     |
|    | Scozia (bandiera)      | D     | Jimmy Welford      |
|    | Inghilterra (bandiera) | C     | Charlie Athersmith |
|    | Inghilterra (bandiera) | C     | Frank Burton       |

| N. |                        | Ruolo | Calciatore          |
| -- | ---------------------- | ----- | ------------------- |
|    | Inghilterra (bandiera) | C     | Bob Chatt           |
|    | Inghilterra (bandiera) | C     | Jeremiah Griffiths  |
|    | Inghilterra (bandiera) | C     | John Reynolds       |
|    | Inghilterra (bandiera) | A     | John Devey          |
|    | Inghilterra (bandiera) | A     | Dennis Hodgetts     |
|    | Scozia (bandiera)      | A     | John James Campbell |
|    | Scozia (bandiera)      | A     | John Cowan          |
|    | Inghilterra (bandiera) | A     | Billy Dorrell       |
|    | Inghilterra (bandiera) | A     | Steve Smith         |

## Risultati

### FA Cup
| Derby 1º febbraio 1896                                     | Derby County | 4 – 2                 | Aston Villa | Baseball Ground (25.000 circa spett.) |
| \| \| \| \| \| ?’ \| Marcatori \| ?’ Hodgetts ?’ Burton \| |              |                       |             |                                       |
|                                                            |              |                       |             |                                       |
| ?’                                                         | Marcatori    | ?’ Hodgetts ?’ Burton |             |                                       |

## Statistiche

### Statistiche dei giocatori
Fonte:
| Giocatore     | Fisrt division | Fisrt division | FA Cup   | FA Cup | Totale   | Totale |
| Giocatore     | Presenze       | Reti           | Presenze | Reti   | Presenze | Reti   |
| ------------- | -------------- | -------------- | -------- | ------ | -------- | ------ |
| C. Athersmith | 29             | 8              | 1        | 0      | 30       | 8      |
| F. Burton     | 14             | 0              | 1        | 1      | 15       | 1      |
| J.J Campbell  | 26             | 26             | 1        | 0      | 27       | 26     |
| B. Chatt      | 17             | 3              | 1        | 0      | 18       | 3      |
| Ja. Cowan     | 23             | 2              | 1        | 0      | 24       | 2      |
| Jo. Cowan     | 22             | 9              | 1        | 0      | 23       | 9      |
| J. Crabtree   | 28             | 3              | 1        | 0      | 29       | 3      |
| J. Devey      | 30             | 16             | 1        | 0      | 31       | 16     |
| B. Dorrell    | 2              | 1              | 0        | 0      | 2        | 1      |
| J. Elliott    | 1              | 0              | 0        | 0      | 1        | 0      |
| J. Griffiths  | 1              | 0              | 0        | 0      | 1        | 0      |
| E. Harris     | 1              | -2             | 0        | -0     | 1        | -2     |
| D. Hodgetts   | 21             | 3              | 1        | 1      | 22       | 4      |
| J. Reynolds   | 22             | 2              | 0        | 0      | 22       | 2      |
| S. Smith      | 11             | 2              | 0        | 0      | 11       | 2      |
| H. Spencer    | 29             | 1              | 1        | 0      | 30       | 1      |
| J. Welford    | 24             | 1              | 0        | 0      | 24       | 1      |
| H. Wilkes     | 29             | -43            | 1        | -4     | 30       | -47    |